# Governo popolare centrale della Repubblica Popolare Cinese
Il Governo popolare centrale della Repubblica Popolare Cinese in (cinese:  中華人民共和國中央人民政府) è stato l'organo statale della Repubblica Popolare Cinese dal 1949 al 1954.
Venne sostituito dal Congresso nazionale del popolo, in base all'articolo 12 del programma comune della Conferenza politica consultiva del popolo cinese, all'epoca la costituzione provvisoria della Repubblica Popolare Cinese.

## Struttura organizzativa
Il Governo popolare centrale era strutturato in:
- Consiglio d'amministrazione governativo del Governo popolare centrale (中央人民政府政務院)
- Ministeri della Repubblica Popolare Cinese
- Comitato militare rivoluzionario popolare del Governo popolare centrale (中央人民政府人民革命軍事委員會)
- Corte suprema popolare del Governo popolare centrale (中央人民政府最高人民法院)
- Procuratorato supremo popolare del Governo popolare centrale (中央人民政府最高人民檢察署)
- Commissione di pianificazione statale del Governo popolare centrale (中央人民政府國家計畫委員會) (1952-1954)